# إدوارد جيرالد كوريغان
إدوارد جيرالد كوريغان (بالإنجليزية: E. Gerald Corrigan) هو مصرفي واقتصادي أمريكي، ولد في 13 يونيو 1941 في واتربوري في الولايات المتحدة.